# Скребеон
Скребеон  (швед. Skräbeån, раніше також Skräboån) — річка на півдні Швеції, у лені Сконе. Довжина річки становить 5 км, площа басейну  — 1005,7 км².